# 10,4 mm Vetterli
Die 10,4-mm-Vetterlipatrone war eine Randfeuerpatrone, die im Vetterligewehr ab 1869 bis zur Einführung der Schmidt-Rubin-Gewehre Modell 1889 im Kaliber 7,5 × 53,5 mm (GP1890) als Schweizer Ordonnanzpatrone verwendet wurde. Offiziell wurde sie als Metall-Patrone Cal. 10,4 m/m bezeichnet.

## Bezeichnung
Im deutschen Nationalen Waffenregister (NWR) wird die Patrone unter Katalognummer 1329 unter folgenden Bezeichnungen geführt (gebräuchliche Bezeichnungen in Fettdruck)
- 10,4x38R Vetterli (Hauptbezeichnung)
- 10,4x38R Vetterli Randfeuer
- 10,5mm Mod. 1867
- 10,5mm Schweiz Vetterli
- 10,5mm Peabody (Schweiz)

Ergänzend ist die aus den USA stammende Bezeichnung .41 Swiss gebräuchlich, die jedoch nicht im NWR aufgeführt wird.

## Geschichte
Eine Munition mit den gleichen Abmessungen wurde mit einer etwas schwächeren Ladung bereits in den Einzelladern Milbank-Amsler Modell 1851–1867 und dem aus Amerika importierten Peabody-Gewehr verwendet. Im Vetterligewehr und seinen Varianten, dem Karabiner, den Stutzen und den Kurzgewehren für Polizei und Grenzwache wurde sie bis weit ins 20. Jahrhundert verwendet.

## Technik

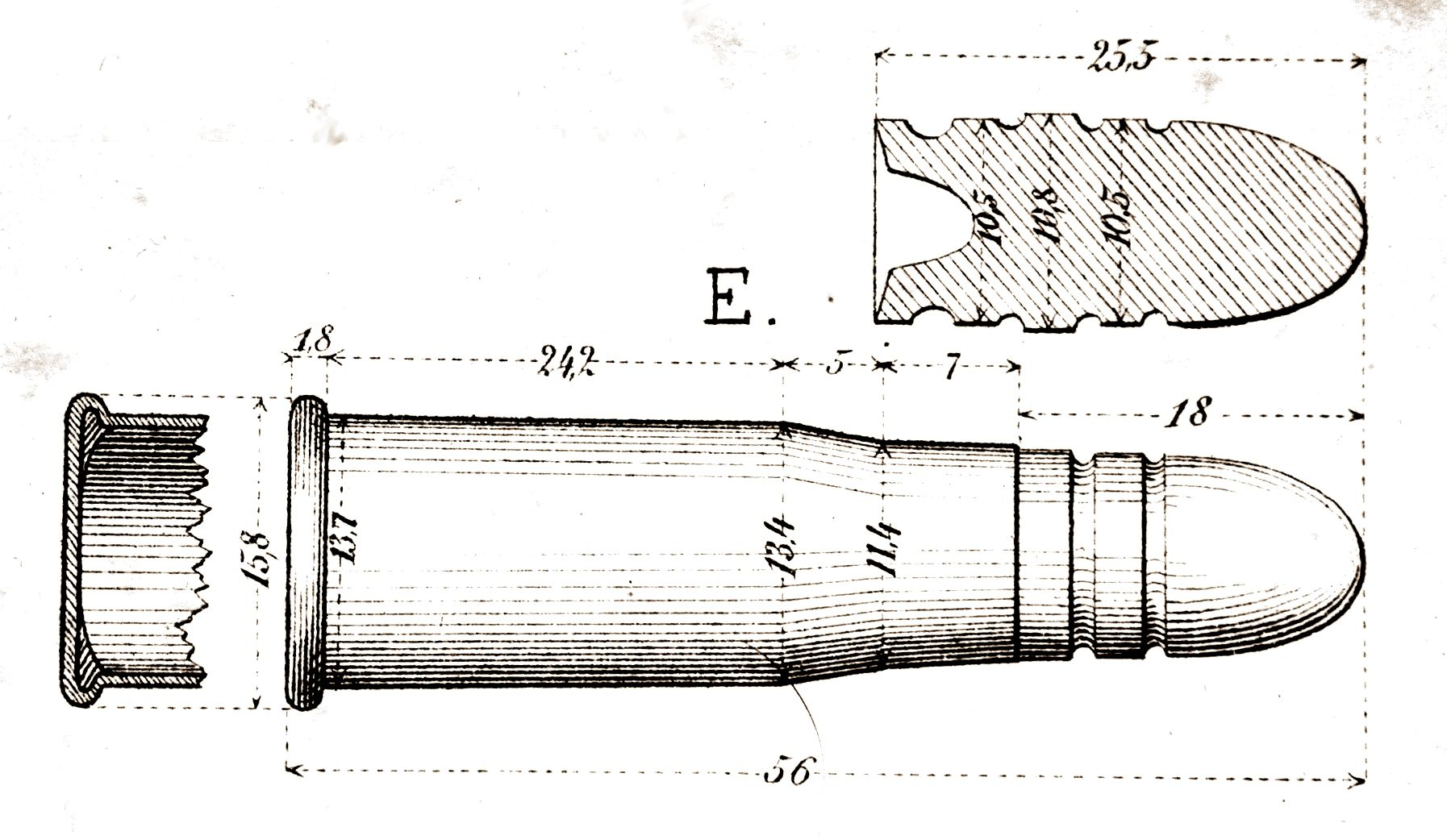
Vetterlipatrone Ord 1869

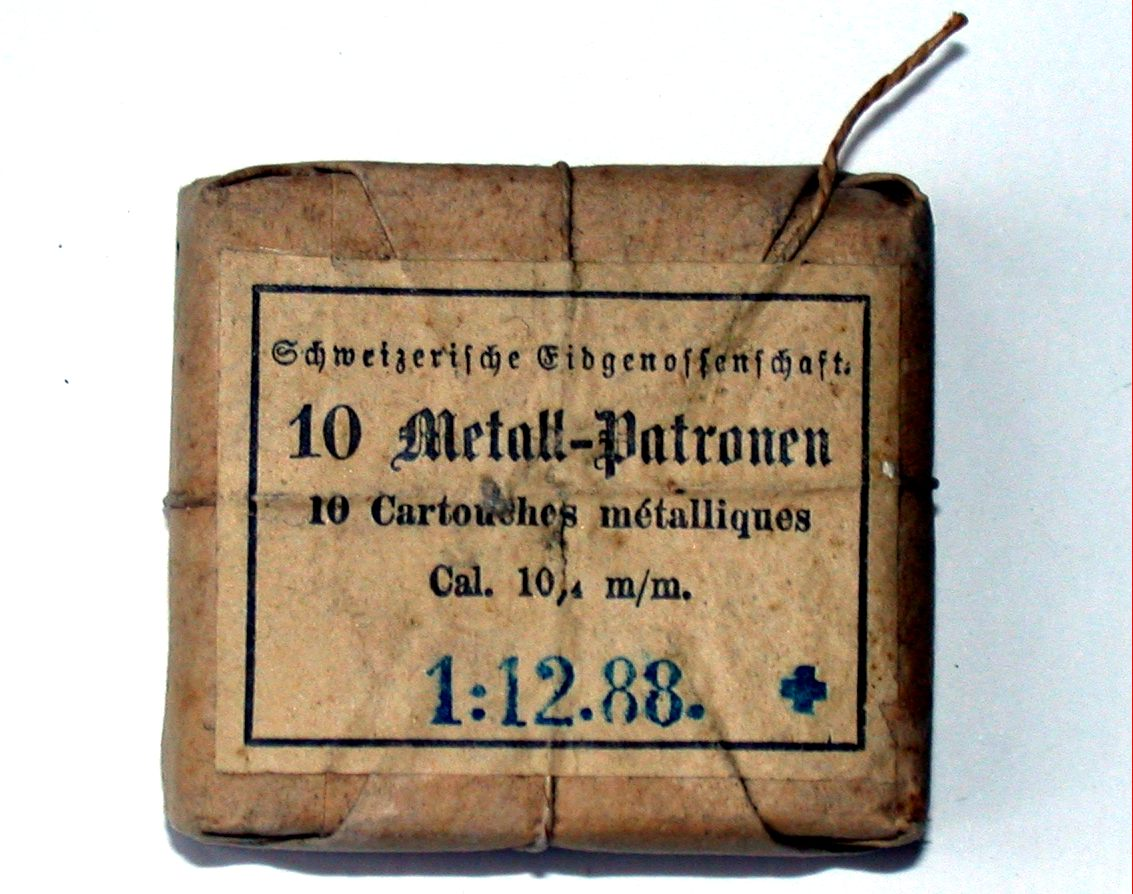
Vetterlipatronen 10er-Pack (Sammlung Musée Militaire Vaudois, 1110 Morges)

Bei der vom Vetterligewehr verschossenen Munition handelte es sich um Schwarzpulverpatronen mit Vollbleigeschossen und flaschenhalsförmigen Hülsen aus Tombak (94 % Kupfer, 6 % Zink) mit Randzündung. Sie entsprachen bis auf die etwas stärkere Ladung den Patronen für die Einzellader Milbank-Amsler und Peabody. Vereinzelt wurden auch Schrotpatronen abgegeben, zudem existierte unter der Bezeichnung GP 1867 ein Brandgeschoss. Zum Exerzieren wurden Manipulierpatronen an die Truppe abgegeben, die an einer Rille in der Hülse erkenntlich sind.
Das effektive Geschosskaliber betrug 10,8 mm. Trotz diesem Geschossdurchmesser wurde das Kaliber der Vetterlimunition mit 10,4 angegeben, was dem Normalkaliber der späteren Vetterligewehre entsprach. Das Geschoss hatte hinten eine Höhlung in der Art der Miniégeschosse, welche durch den Gasdruck expandierte und so eine bessere Führung des Geschosses in den Zügen bewirkte.
Die Pulverladung der Vetterlipatrone betrug 4 g, sie konnte auch gefahrlos mit den früheren Einzelladern Milbank-Amsler 1851–1867 und Peabody (Ladung der früheren Patrone 3,6 g Schwarzpulver, Geschoss 20,4 g) verschossen werden. Mit einer V0 von 435 m/s, aus dem Infanteriegewehr geschossen, betrug die maximale Schussweite 2800 m.

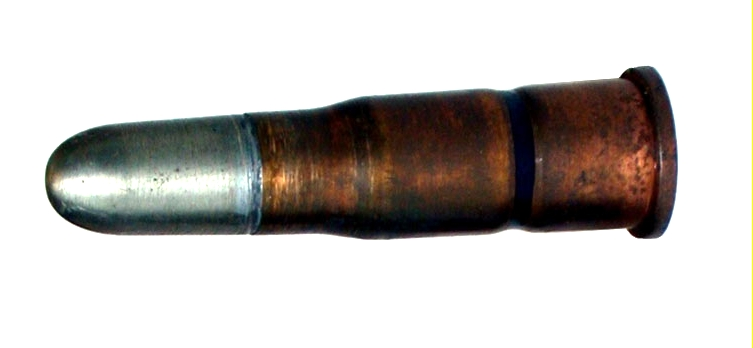
Vetterli-Manipulierpatrone (Sammlung Musée Militaire Vaudois, 1110 Morges)

Die Zentralfeuer-Jagdpatronen hatten gleiche Schwarzpulverladungen wie die Militärmunition, Messinghülsen und meist Halbmantelgeschosse.
Die Ladung für das Kadettengewehr betrug nur 3 g, um den Rückstoss der leichteren Waffe auf ein für Jugendliche erträgliches Mass zu reduzieren.
Wegen der zunächst unbefriedigenden Leistung der Patrone aus den Karabinern wurde deren Form 1871 an das Patronenlager angepasst (Gewehrpatrone 71). 1878 wurde das Bleigeschoss durch eines mit Papierwicklung ersetzt (Gewehrpatrone 78). 1890 wurde auf rauchschwaches Pulver (Nitropulver) umgestellt (Gewehrpatrone 90). Die Eidgenössische Munitionsfabrik Thun fertigte die Patrone noch bis 1942.